# Противолодочный корабль

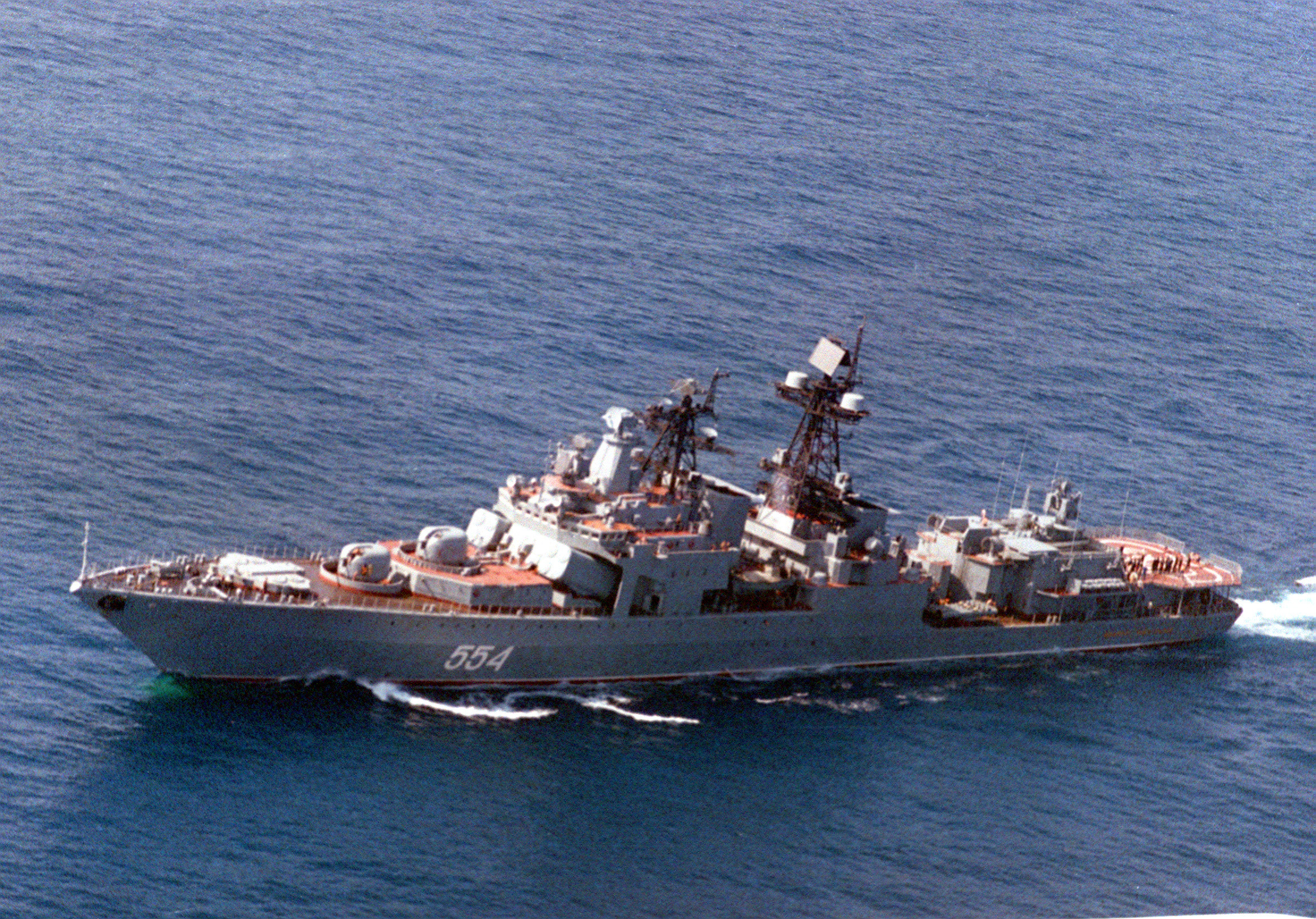
БПК проекта 1155 «Адмирал Виноградов»

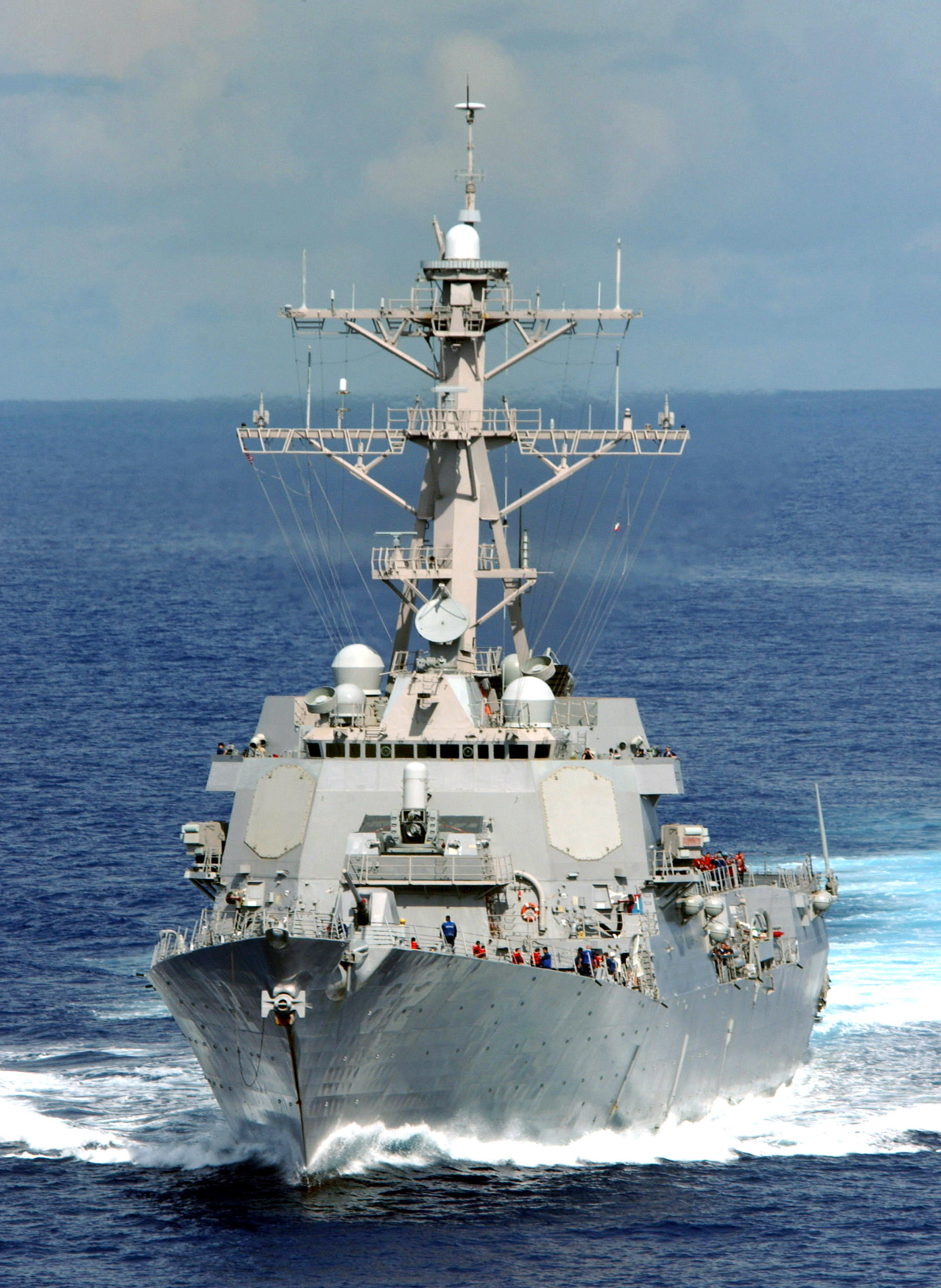
Американский эсминец проекта Arleigh Burke «Lassen».

Противолодочный корабль — военный корабль, предназначенный для борьбы с подводными лодками, как правило, одновременно способен бороться и с воздушными целями.

## Классификация противолодочных кораблей
В зависимости от размеров относится к одному из следующих классов:
- Противолодочный авианосец — авианосец среднего или малого водоизмещения, предназначенный для обнаружения и уничтожения подводных лодок силами специализированной противолодочной авиации.
- Противолодочный крейсер — крупный противолодочный корабль, предназначенный для дальних походов с целями поиска и уничтожения субмарин. К противолодочным крейсерам относятся крейсера-вертолётоносцы, вошедшие в состав флотов СССР, Италии, Франции и Великобритании в 1960-х годах.
- Эсминец — универсальный корабль, одной из задач которого является противолодочная оборона.
- Большой противолодочный корабль (СССР и Россия), Фрегат (НАТО)
- Малый противолодочный корабль (СССР и Россия), Корвет (НАТО)
- Охотник за подводными лодками
- Противолодочный катер

Также существуют подводные лодки, специализированные для уничтожения субмарин (например Проект 705 «Лира»), однако к противолодочным кораблям их, как правило, не относят.